# IEC 61970
La IEC 61970 è una serie di standard che si occupano delle  API per energy management systems (EMS). Questo insieme include una serie di standard e linee guida che si propongono di facilitare:
- L'integrazione di applicazioni sviluppate da diversi fornitori nell'ambiente dei centri di controllo;
- Lo scambio di informazioni con sistemi esterni all'ambiente dei centri di controllo, inclusi sistemi di trasmissione, distribuzione e generazione che hanno la necessità di scambiare dati real time con il centro di controllo;
- La fornitura di interfacce adatte per lo scambio di dati tra sistemi legacy e nuovi.

## Parti costitutive
La serie completa degli standard include le seguenti parti:
- Parte 1: Guidelines and general requirements
- Parte 2: Glossario
- Parte 3XX: Common Information Model (CIM)
- Parte 4XX: Component Interface Specification (CIS)
- Parte 5XX: CIS Technology Mappings